# Copablepharon fuscum
Copablepharon fuscum (tên tiếng Anh: Sand-verbena Moth) là một loài bướm đêm thuộc họ Noctuidae. Nó được tìm thấy ở sandy ocean beaches năm British Columbia và Washington.
Sải cánh khoảng 35–40 mm.
Ấu trùng ăn Abronia latifolia.